# Susanne Dodillet
Susanne Regine Westberg Dodillet, född Dodillet 31 augusti 1977 i Böblingen i Västtyskland, är en tysk-svensk idéhistoriker. Hon har uppmärksammats för sitt deltagande i sexköpsdebatter i Sverige och Tyskland, vilket också var ämnet för hennes doktorsavhandling. Vid sidan om eller i anslutning till forskningen har hon också engagerat sig i svenska sexualpolitiska debatter. På senare år har hon verkat inom pedagogik på både Göteborgs och Stockholms universitet. 

## Biografi

### Bakgrund och studier
Dodillet föddes i Tyskland, medan hennes grundläggande skolstudier genomfördes i Österrike. 2001 flyttade hon till Sverige. Hon har en masterexamen i kulturpedagogik från universitetet i Hildesheim (2001) och en doktorsexamen i idéhistoria från Göteborgs universitet (2009). 
I sin doktorsavhandling Är sex arbete? jämför hon den svenska och den tyska sexköpsdebatten. Avhandlingen mynnar ut i en skiss på en ny sexköpspolitik, som bland annat går ut på att ge prostituerade sociala rättigheter (såsom rätt till pension). Kritiker menar att hon förvanskat historiebeskrivningen och källcitat i sin bok. Andra har kallat hennes avhandling för "en välbelagd och mästerlig studie", och Nina Lekander menade i sin kommentar i Expressen att Dodillet med sin tyska queerfeminism rört om bland svenska radikalfeminister.

### Akademisk karriär
Dodillet arbetade därefter som lektor vid Göteborgs universitet. Hon har senare varit verksam vid Stockholms universitet, där hon bland annat verkat som universitetslektor vid institutionen för pedagogik och didaktik. I både undervisning och forskning har hon sitt fokus på svensk utbildningshistoria och pedagogikens vetenskapshistoria sedan år 1900. Dodillet är dock fortsatt bosatt i Göteborg.
Sedan 2022 arbetar Dodillet och Sverker Lundin, utbildningssociolog från Göteborgs universitet, tillsammans på ett forskningsprojekt med fokus på "Högskolepedagogikens idéhistoria". Där undersöks övergången från ett humanistiskt universitet med inriktning på bildning och en modern högskola med samhällsvetenskaplig orientering.
Dodillet har i sin forskning även på andra sätt fortsatt att jämföra Sverige och Tyskland. Det gäller bland annat synen på särbegåvning i Sverige, DDR och Västtyskland efter andra världskriget. Sexualpolitiskt engagerad är hon även genom föreläsningar i ämnen som jämställdhet, feminism och sexualpolitik. Hon har varit aktiv som samordnare för forskningsnätverket Centre for Sex Work Research and Policy Europe.

### Skribent och debattör
Dodillet, som definierar sig som feminist, är aktiv i den svenska debatten kring pedagogik och liknande ämnen. Hennes texter har synts i publikationer som Folket i Bild, Dagens Arena, Kvartal, Göteborgs-Posten och Statsvetenskaplig Tidskrift. Bland annat har hon författat artiklar tillsammans med Petra Östergren, en annan i Sverige kontroversiell debattör inom sexualpolitikens område.
2015 medverkade Dodillet till boken Utbildning, makt och politik, en antologi omkring utbildningens villkor och syfte.

#### Prostitutionspolitik
I en Newsmill-artikel 2010 riktar hon skarp kritik mot Anna Skarheds utvärdering av sexköpslagen. Hon menar att själva utgångspunkten för utredningen, att prostitution är en form av manligt våld mot kvinnor, är djupt problematisk. Hon menar att en väl utförd utvärdering av sexköpslagen hade kunnat bidra till en "framgångsrik prostitutionspolitik", men att Skarheds utredning snarare är "ideologiproduktion" som dessutom riskerar att göra livet svårare för de prostituerade. Dodillet har redan i sin doktorsavhandling pekat på att den svenska prostitutionslagstiftningen, till skillnad från den tyska, per definition ser prostitution som ett samhällsproblem som behöver bekämpas. Hon har också beskrivit det svenska konsensustänket som enögt, i det att man endast ser prostitution som något kvinnor gör eller tvingas göra för män; detta osynliggör enligt henne alla andra delar av sexbranschen.
Dodillet är starkt skeptisk till ett statligt kunskapscentrum mot prostitution och människohandel, vilket Skarhed föreslår i utredningen. Detta beror på att hon inte tror att ett sådant centrum, som utgår från det Skarhed kallar för den svenska synen på prostitution, skulle göra något annat än att "bekräfta självklara slutsatser". 2018 inrättades den svenska Jämställdhetsmyndigheten, där man via NSPM (Den nationella samordningen mot prostitution och människohandel) samordnar statligt arbete mot både prostitution och människohandel.

#### Andra ämnen
Senare har Dodillet engagerat sig i samhällsdebatten om ideologiskt baserad konsensuskultur inom universitetsvärlden. Denna debatt har på senare år förts omkring universitetens, dess lärares och forskares akademiska frihet och de uppblossande diskussionerna kring cancelkultur emot "oliktänkande" akademiker. Dodillet anser att likriktningen är stor inom den svenska forskningen runt genus. Hon menar även att självständigt tänkande inte står högt i kurs inom den svenska akademin, där formella utbildningskrav för pedagogerna enligt henne får för stor betydelse.